# Keith (película)
Keith es una película independiente dirigida por Todd Kessler. Está escrita por Todd Kessler y David Zabel, basada en un cuento corto del autor Ron Carlson. Las estrellas de cine y actor, estrella del pop Jesse McCartney, Elisabeth Harnois y Margo Harshman. 
La melodramática historia trata de una estudiante de 17 años que cree que tiene la vida planeada hasta que conoce a un joven llamado Keith Zetterström y se enamora de él, interpretado por Jesse McCartney. Natalie está molesta al principio porque en su nueva clase de química de laboratorio le asignaron de socio a Keith, pero en última instancia, se enamora de él y descubre que Keith esconde un secreto, con resultados trágicos y tristes. La película fue liberada tras el concierto de McCartney el 13 de septiembre de 2008 a las 7:30 PM, Mandalay Bay Resort and Casino, Las Vegas, NV, y, en los teatros el 19 de septiembre de 2008. 

## Resumen
La película comienza con Natalie (Elisabeth Harnois) situada en la parte trasera de un camión color amarillo, que está a punto de rodar fuera de un acantilado. Cuando el camión está a punto de caer del borde, Natalie abre los ojos. La siguiente escena muestra a Keith (Jesse McCartney), hablando con Al (Tim Halligan), de manera informal. 
La película avanza y muestra a los estudiantes de un instituto divirtiéndose en una fiesta en el acantilado y el río. Aparece hay un alumno nuevo, Rafael. (Ignacio Serricchio). Al día siguiente, Natalie está en su clase de química y el profesor está asignando a los alumnos de laboratorio por parejas ;a Natalie le toca con Keith, que no está presente en el momento, pero misteriosamente llega tarde y aparece sentado a su lado. Después de una breve conversación, Natalie y Keith empiezan a discutir, porque Natalie se centra en cómo la clase afecta su futuro y Keith prefiere bromear y sólo se preocupa por el presente; Natalie se enfada por su argumento, y pide un cambio de compañero al profesor, pero su petición es rechazada. 
Consciente de que tiene que hacer el trabajo del laboratorio, va a encontrarse con Keith para que la ayude en su elaboración. Si bien ayuda con el trabajo de laboratorio, Keith decide que el mejor lugar para hacer el trabajo es una de las salas de reuniones de un edificio de oficinas de la ciudad. Durante el tiempo que pasan juntos Keith y Natalie comienzan a entenderse. Keith dice a Natalie que vive en una vieja casa blanca con un gran porche y le gusta esta revelación. Más adelante se muestra que Natalie es una gran jugadora de tenis clasificada en el número 14 del ranking del estado y esto la ayudara para obtener su beca universitaria. Más tarde por la noche, ella está en una fiesta al lado del acantilado con Raff. 
Keith insiste en preguntar a Natalie que salga con él "como amigos". Natalie aprende a acostumbrarse a las conversaciones incompletas de Keith. Con el paso del tiempo, los dos empiezan a salir como compañeros de laboratorio y siguen acercándose cada vez más.
Una noche Raff, su novio oficial, va a cenar a casa de Natalie, pero no conecta con su familia. Los dos provienen de distintas culturas, y la cena es un poco incómoda (el malentendido de "fútbol"). Esa noche, Natalie y Raff está planeando un viaje durante el cual ella casi pierde su virginidad, pero entonces entra por la puerta el hermano de Natalie con un regalo de parte de Keith el cual le envía una parte del motor de un coche junto con una nota que la coge Raff y la lee, pero Natalie se la quita antes de que él la termine de leer. En ella Keith escribe las instrucciones para montar las piezas. El 'regalo' molesta a Raff y Natalie se enfada. Natalie se enfada con Keith por mandarle el regalo a su casa y tienen una pelea en la camioneta de él, durante el enfrentamiento se encuentran con Al y Billy (un niño vecino de Keith). Billy habla con Keith sobre machacar a alguien o a algo, lo que provoca que Natalie piense que Keith es un "blando" y se vuelve a montar en la camioneta con él. Después de conducir un rato, Natalie dice a Keith que se meta por un camino de tierra que hay junto a la carretera, que además resulta ser el favorito de Keith ;es un acantilado que está al otro lado de donde se celebran las fiesta a las que antes Natalie solía acudir con Raff. Se sientan y hablan, y luego Keith le de un pequeño beso. Al día siguiente, en vez de ir a la fiesta que se hace al otro lado del acantilado, Natalie decide ir al acantilado pero con Keith. Ella se ha puesto la chaqueta de Keith. A veces, cuando esta a solas con él, discute por saber cuales son sus planes de futuro. Mientras que Keith y Natalie hablan al mismo tiempo tumbados en la parte trasera de la camioneta, Natalie se da cuenta de que el camión se está moviendo. Ella presa del pánico y sale de un salto de la parte de atrás, tratando de detenerla y de alertar a Keith para que salte él también. Keith, sin embargo, permanece acostado y relajado, a pesar del hecho de que él está a punto de rodar por el acantilado. Cuando apenas queda espacio para que se precipite al vacío, Keith se mueve rápidamente hacia el asiento del conductor y pisa el freno parando la camioneta al instante. Natalie está furiosa con Keith y le pregunta que si se quería suicidar. Cuando Natalie llega a su casa, se da cuenta de que tiene su chaqueta y en uno de sus bolsillos encuentra unos antidepresivo de Keith.
Al día siguiente en la escuela, Natalie quiere hablar con Keith sobre el medicamento, pero no ha ido a clase y así será durante dos semanas. Debido a su ausencia, Natalie comienza a preocuparse y se empieza a deprimir. Ella intenta obtener información confidencial del instituto, acerca de Keith, pero no se lo permiten. Natalie entonces recuerda que Keith dijo que vivía en la antigua casa blanca, y decide ir a visitarlo. Pero resulta que Keith le ha mentido acerca de su residencia. Debido a la misteriosa desaparición de Keith, Natalie comienza a perder sus partidos de tenis bajando de posición en el ranking.
Dos semanas más tarde, Keith aparece tan misteriosamente como había desaparecido. Natalie está irritada por las mentiras que le ha contado. Ella decide averiguar su dirección real rompiendo su taquilla en el instituto. Como resultado de ello, es expulsada de la escuela durante una semana. Todos sus amigos creen que Keith está tratando de destruir su vida. Natalie decide visitar a Keith en su casa. Allí conoce a su padre y descubre que Keith también mintió acerca de su familia (no tiene hermanos y su madre ha fallecido). Keith se niega a salir de su habitación para verla. Desesperada por hablar con Keith, Natalie se esconde en la parte trasera de su camioneta. Más tarde esa misma noche, Keith sale de la casa y se dirige hacia el acantilado.Cuando llegan allí, ella sale de detrás de la camioneta y expresa su amor por él y lo herida que se siente cuando no está cerca suyo, Keith esta de espaldas a ella en ese momento pero cuando acaba de hablar se gira y la besa de forma apasionada hasta que al final acaban haciendo el amor en la parte de atrás de la camioneta, perdiendo así ella su virginidad. Keith lleva a casa a Natalie, ella está muy entusiasmada por iniciar una relación amorosa con Keith, pero Keith dice que lo que ha pasado esa noche entre ellos era solo por diversión y no es algo de lo que haya que hacer gran cosa, lo que enfurece a Natalie. 
En las próximas escenas se muestra la caída de Natalie, de su vida perfecta pasa a una vida llena de tristeza y confusión, es evidente. Su ranking de tenis han disminuido, y ella está a punto de perder su oportunidad de becas. Además, ella rompe con Raff. La protagonista comienza a conducir sin rumbo hasta que ve a Al el hombre que habla con Keith al principio de la película ya que era su terapeuta, Natalie le pregunta acerca de Billy (el niño que vio hablar con Keith con mucha emoción la primera noche que él y ella fueron al acantilado), y resulta que Billy murió a causa de cáncer y Keith lo sabía porque fueron a quimioterapia juntos. Natalie finalmente se da cuenta de que Keith se está muriendo de cáncer, y se entera de que no le queda mucho tiempo de vida. Trata de ir a casa de Keith de nuevo para hablar con él, pero no le abre la puerta. Entonces, por la noche, Keith misteriosamente aparece en casa de Natalie para que los dos se vallan a jugar a los bolos. En el camino de ida Natalie dice a Keith que conduzca hasta al aeropuerto para que pueda seguir sus sueños ya que él decía el cielo es el límite. En el aeropuerto, después de cierta resistencia, Keith finalmente expresa sus verdaderos sentimientos hacia Natalie. Ella le dice que quiere estar con él siempre y no importa que se vaya a morir entonces se abrazan y se funde en un beso.
La película continúa mostrando a Natalie graduándose. A Keith no se le vuelve a mencionar después de la escena del aeropuerto. Natalie vuelve al instituto para recoger las cosas del casillero de Keith, las cosas que comparte con ella durante la película como un regaliz y sus gafas de laboratorio. A lo largo de la película Natalie ha cambiado. Ella casi se ha convertido en una réplica de Keith, se encarga de su camioneta, ella misma la arregla con ayuda del padre de Keith y la pinta de color amarillo. La película vuelve a mostrar la primera escena donde se ve a Natalie tumbada en la parte de atrás de la camioneta y se ve cómo está rodando hacia el acantilado pero justo antes de caerse, ella rápidamente, al igual que Keith, salta sobre el asiento del conductor y pisa el freno antes de caer al río. Posteriormente, Natalie conduce la camioneta con dirección a Londres (Ontario), donde hay un clásico festival de camiones que se celebra cada año. Asistir a la fiesta es lo que siempre soñó Keith y Natalie decide ir en su lugar ya que él nunca más podrá ir allí.

## Reparto
- Jesse McCartney como Keith Zetterstrom.
- Elisabeth Harnois como Natalie Anderson.
- Ignacio Serricchio como Raff.
- Margo Harshman como Brooke.
- Tabitha Brownstone como Cynthia Anderson.
- Courtney Halverson como Junior Girl.

## Premios
- 2007: ganó: Festival de Cine de Giffoni (Italia) - Mejor película

- Datos: Q2296763